# Тадеуш Голувко
Таде́уш Людвік Голу́вко (пол. Tadeusz Ludwik Hołówko; 17 вересня 1889, Семипалатинськ Семипалатинської області Степного генерал-губернаторства Російської імперії (нині Казахстан) — 29 серпня 1931, Трускавець, Польська республіка) — польський політик, видавець, публіцист, один з діячів прометеїзму. Брав участь у створенні Польської Організації Військової. Був убитий у Трускавці в результаті атентату, здійсненого боївкарами ОУН Василем Біласом і Дмитром Данилишиним.

## Біографія
Народився у м. Семипалатинську. Батько — Вацлав, висланий з Новогрудщини спочатку до Сибіру за участь в антиросійському повстанні 1863 року.
Переїхав до Польщі. Після проголошення незалежності Польщі у 1918 році працював в уряді, вважався одним із соратників Юзефа Пілсудського. Був членом Польської соціалістичної партії, з 1930 р. — депутат польського Сейму. Головував в Інституті дослідження справ національностей, пізніше керував східним відділом міністерства закордонних справ. Також регулярно дописував до щоденника «Дроґа». Голувко вважався творцем концепції прометеїзму — визволення поневолених національностей СРСР. Знаходився під значним впливом Ю. Пілсудського, тому в 1927 році вийшов зі складу ППС, увійшов до Безпартійного блоку співпраці з урядом Валери Славека.
Виступав за діалог та порозуміння з українцями у Польщі, підтримував налагодження стосунків з легальними українськими партіями, такими як УНДО, пропонував створення культурної автономії українців в Польщі, але бачив незалежну Україну тільки на схід від Збруча. ОУН вважало Голувка прихованим польським шовіністом, який незначними поступками легальним українським партіям перешкоджав досягненню головної мети ОУН — незалежності України.
Атентат на Голувка організував член ОУН Роман Шухевич, а здійснили трускавчани Василь Білас і Дмитро Данилишин. 29 серпня 1931 року Голувко був убитий у панісонаті, де лікувався під патронажем українських сестер-василіянок. Вбивство Голувка викликало значний резонанс в Польщі і за кордоном, обговорювалося на засіданні Ліги Націй. Цей атентат також засудили деякі українські політики.
Похований на євангелістсько-реформатському цвинтарі Варшави.